# Giovanni Battista Castrucci
Giovanni Battista Castrucci (auch Giovan Battista Castrucci; * 1541 in Lucca; † 18. August 1595 in Bagni di Pisa) war ein italienischer Kardinal der römischen Kirche.

## Leben

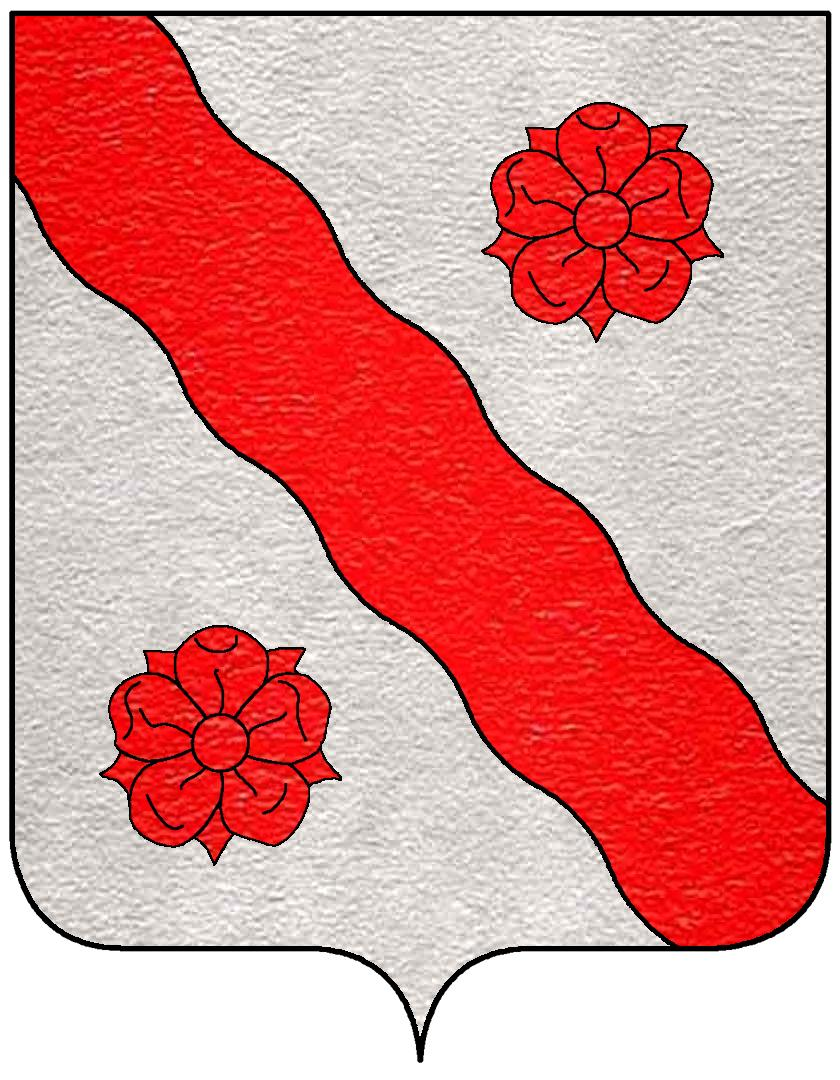
Wappen des Hauses Castrucci

Giovan Battista Castrucci, wie er auch genannt wurde, stammte aus einer Familie des Patriziates von Lucca und war der Sohn von Vincenzo Castrucci und dessen Ehefrau Angela Gigli. Er erlangte 1565 an der Universität Padua den Grad eines Doctor iuris utriusque. Danach wurde er Senator von Lucca. Papst Pius V. übertrug ihm die Präfektur von Jesi. Nachdem er die Tonsur des Klerikers erhalten hatte, zog Giovanni Battista Castrucci nach Rom, wo er am Hof von Kardinal Felice Peretti Montalto, des späteren Papstes Sixtus V., Aufnahme fand. Während dessen Pontifikat war Castrucci Apostolischer Datar und Päpstlicher Hausprälat.
Am 21. Oktober 1585 wurde Giovanni Battista Castrucci zum Erzbischof von Chieti erwählt. Die Bischofsweihe spendete ihm am 3. November desselben Jahres in der Sixtinischen Kapelle Kardinal Giovanni Antonio Serbelloni; Mitkonsekratoren waren Gasparo Cenci, Bischof von Melfi, und Filippo Sega, Bischof von Piacenza. Als Bischof blieb er jedoch seiner Diözese fern und ließ sie von Vikaren leiten.
Papst Sixtus V. kreierte Castrucci im Konsistorium vom 18. Dezember 1585 zum Kardinal. Die Übergabe des Kardinalshutes und die Installation als Kardinalpriester der Titelkirche Santa Maria in Aracoeli erfolgten am 15. Januar 1586. Noch 1585 wurde er zum Präfekt der Apostolischen Signatur ernannt. Kardinal Castrucci nahm am ersten Konklave von 1590 teil, das Urban VII. zum Papst wählte. Nach dessen nur zwölf Tage währenden Pontifikat war Kardinal Castrucci Teilnehmer am zweiten Konklave von 1590, aus dem Gregor XIV. als Papst hervorging. Vor dem 20. März 1591 verzichtete er auf den Erzbischofssitz von Chieti zugunsten seines Verwandten Orazio Saminiati. Als dieser 1592 starb, ging das Erzbistum Chieti an dessen Cousin Matteo Saminiati. Giovanni Battista Castrucci war unter den Kardinälen beim Konklave 1591, auf dem Innozenz IX. gewählt wurde; ebenso nahm er am Konklave 1592 teil, das Clemens VIII. zum Papst erhob. Am 14. Februar 1592 optierte er für die Titelkirche Santi Giovanni e Paolo.
Giovanni Battista Castrucci starb unerwartet am 18. August 1595 aufgrund eines fehlerhaft durchgeführten chirurgischen Eingriffs. Er wurde in der Franziskanerkirche von Lucca beigesetzt.